# 후마이마 말리크
후마이마 말리크(우르두어: حمائمہ ملک, 영어: Humaima Malick, 1987년 11월 18일 ~ )는 파키스탄의 배우, 모델이다.

## 같이 보기
- 파키스탄의 여자 배우 목록